# Lignes de tramway de la SNCV dans la province de Limbourg

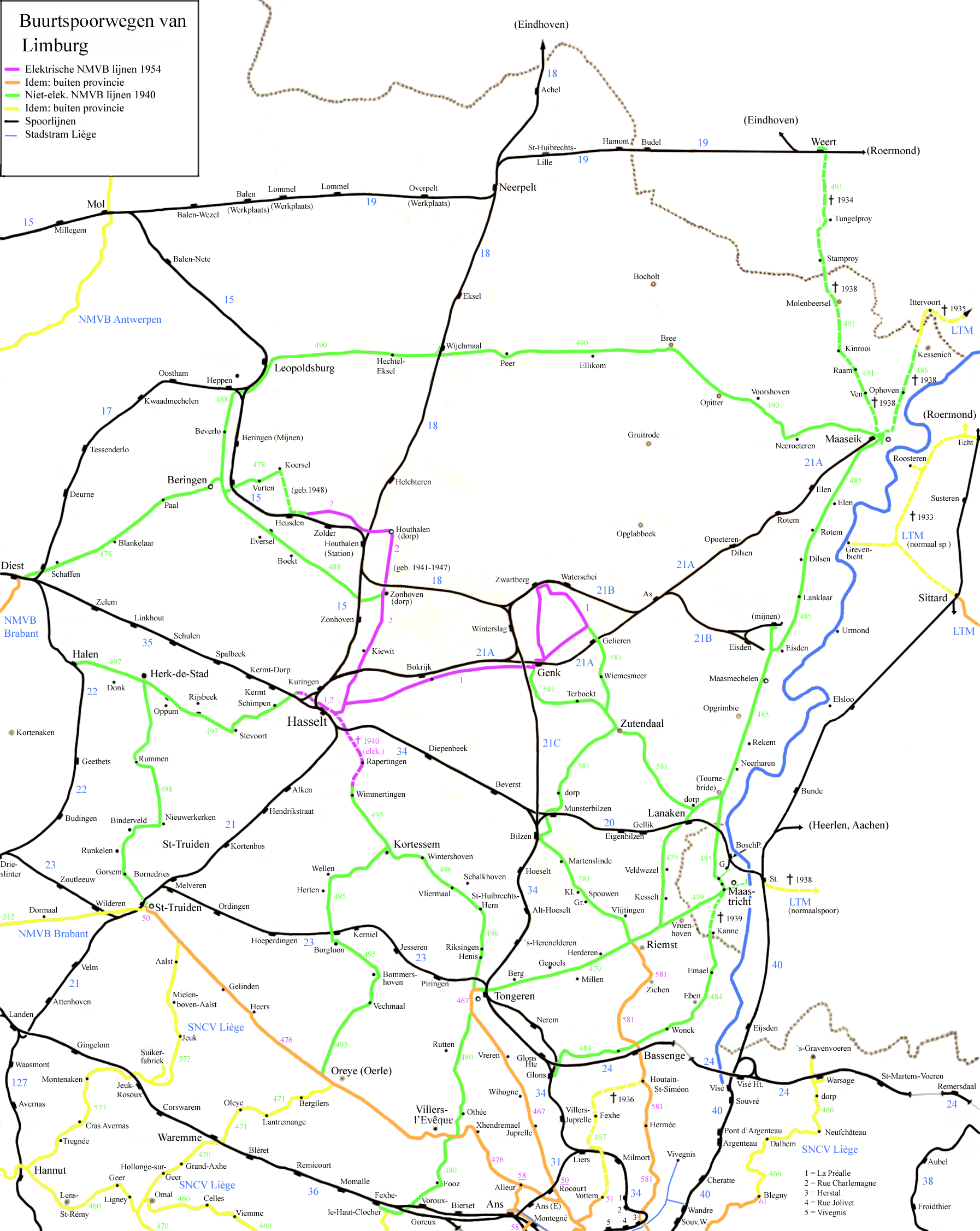
Plan des lignes.

Lignes de tramway vicinal de la Société nationale des chemins de fer vicinaux (SNCV) dans la province de Limbourg.

## Groupe d'Hasselt
| Nom   | Alias Autres indices et tableaux | Début du service voyageurs | Fin du service voyageurs | Traction   |
| ----- | -------------------------------- | -------------------------- | ------------------------ | ---------- |
| 1     | /                                | 1936                       | 1958                     | électrique |
| 2     | /                                | 1932                       | 1955                     | électrique |
| 478   | /                                | 1907                       | 1952                     | vapeur     |
| 485   | /                                |                            |                          | vapeur     |
| 486   | /                                |                            |                          | vapeur     |
| 488/1 | /                                | 1899                       | 1950                     | vapeur     |
| 490   | /                                |                            |                          | vapeur     |
| 491   | /                                |                            |                          | vapeur     |
| 495/1 | /                                | 1900                       | 1937                     | vapeur     |
| 495/2 | /                                | 1902                       | 1948                     | électrique |
| 497/1 | /                                | 1900                       | 1937                     | vapeur     |
| 497/2 | /                                | 1902                       | 1948                     | électrique |
| 498   | /                                |                            |                          | vapeur     |
| 621/2 | /                                | 1941                       | 1954                     | autorail   |

## Groupe de Tongres
| Nom   | Alias Autres indices et tableaux | Début du service voyageurs | Fin du service voyageurs | Traction |
| ----- | -------------------------------- | -------------------------- | ------------------------ | -------- |
| 479   | 623                              |                            |                          | vapeur   |
| 480   | /                                |                            |                          | vapeur   |
| 484   | /                                |                            |                          | vapeur   |
| 496   | /                                | 1904                       | 1949                     | vapeur   |
| 581/1 | /                                |                            |                          | vapeur   |
| 581/2 | /                                |                            |                          | vapeur   |

## Autres lignes
- 473 Saint-Trond - Oreye.